# Подграђе (Бенковац)
Подграђе је насељено мјесто у Буковици, у сјеверној Далмацији. Припада граду Бенковцу у Задарској жупанији, Република Хрватска.

## Географија
Подграђе је удаљено 5 км источно од Бенковца.

## Историја
У Подграђу се налазе остаци римског насеља Асерија.
Подграђе се од распада Југославије до августа 1995. године налазило у Републици Српској Крајини.

## Становништво
Према попису становништва из 2001. године, Подграђе је имало 106 становника. Подграђе је према попису становништва из 2011. године имало 87 становника.
| Демографија | Демографија | Демографија |
| Година      | Становника  | Становника  |
| ----------- | ----------- | ----------- |
| 1961.       | 153         |             |
| 1971.       | 145         |             |
| 1981.       | 143         |             |
| 1991.       | 141         |             |
| 2001.       | 106         |             |
| 2011.       |             | 87          |